# Línea 5 (Urbanos de Arganda del Rey)
La línea 5 de la red de autobuses urbanos de Arganda del Rey unía de forma circular el Hospital de Sureste con los principales barrios del municipio en sentido antihorario.

## Características
Fue puesta en servicio el 26 de marzo de 2008. Esta línea tenía como finalidad unir el Hospital del Sureste con los diferentes barrios del casco urbano de Arganda del Rey. Se complementaba con la línea 4, circular en sentido horario.
Fue suprimida el 23 de enero de 2012.
La línea no mantenía los mismos horarios todo el año, en agosto se reducían el número de expediciones los días laborables entre semana (sábados laborables, domingos y festivos tenían los mismos horarios todo el año), además de los días excepcionales vísperas de festivo y festivos de Navidad en los que los horarios también cambiban y se reducían.
La línea circulaba exclusivamente por el término municipal de Arganda del Rey. Como bien se expresa en la numeración interna del CRTM, recibía el número 5014. El primer dígito corresponde a la línea, en este caso la línea 5. Y los últimos tres dígitos corresponden al municipio por el que circulaba, en este caso 014 corresponde al municipio de Arganda del Rey.
Estaba operada por Argabús mediante la concesión administrativa URCM-014 - Urbano de Arganda del Rey (Urbanos Comunidad de Madrid) del Consorcio Regional de Transportes de Madrid.

### Frecuencias
| Salida del Hospital del Sureste |                |
| Lunes a viernes laborables      |                |
| de 5:55 a 22:25                 | cada 20-25 min |
| Fin de semana y festivos        |                |
| de 7:00 a 22:45                 | cada 45 min    |

Paso por la calle Solidaridad aproximadamente 20 minutos después de su salida de la Ronda Sur (Hospital del Sureste). Duración del recorrido circular completo aproximadamente 40 minutos.

## Recorrido y paradas
La línea comenzaba en el Hospital del Sureste, continuaba por la Ronda Sur y la Calle Valdemaría, siguiéndolas de frente hasta la Plaza de los Pescadores, donde giraba a la izquierda por el Camino del Molino. Recorría esta calle hasta el final, donde desembocaba en la Calle Real, girando a la izquierda en dirección a la Plaza de la Constitución.
Al llegar a esta última plaza, continuaba por la Calle Juan de la Cierva y, al terminarla, giraba a la derecha, siguiendo de frente hasta el final por la Carretera de Loeches, hasta llegar a la Plaza del Progreso. En esta plaza, tomaba la salida hacia la Calle de la Solidaridad, continuando por las calles Compresión, Felicidad y la Avenida de la Tolerancia. Al finalizar esta última, giraba a la izquierda por la Calle de la Ilusión, hasta la rotonda donde esta calle se cruzaba con la Calle Gaviota, tomando esta última hasta el final.
Al terminar la Calle Gaviota, giraba a la derecha y continuaba por la Avenida de Alcalá de Henares hasta la rotonda con el Camino de los Santos, donde giraba a la izquierda y seguía por esta calle. En el cruce con la Calle Amapola, tomaba esta vía y la continuaba de frente, pasando también por la Calle Alcotán y la Avenida de las Américas. Más tarde, giraba y continuaba por la Avenida de la República Argentina, recorriéndola hasta el final, donde se encontraba con la Calle San Sebastián, la cual atravesaba hasta su final, llegando a la rotonda de La Perla.
En la rotonda, giraba en dirección a Arganda del Rey y luego tomaba la Avenida del Ejército. En la primera rotonda de esta avenida, giraba a la derecha y continuaba de frente por la Ronda Sur hasta llegar nuevamente al Hospital del Sureste.
| Parada                                                        | Común con                                                    | Conexiones con Metro |
| ------------------------------------------------------------- | ------------------------------------------------------------ | -------------------- |
| Calle de Praga (Hospital del Suroeste)                        | 2 322 330 350A 350B 350C                                     |                      |
| Ronda Sur                                                     | 2                                                            |                      |
| Ronda Sur frente Calle Presidente Adolfo Suárez               | 5 330                                                        |                      |
| Ronda Sur esquina Calle Noisc le Sec                          | 2                                                            |                      |
| Calle de la Perlita esquina Carretera de Morata               | 2 330                                                        |                      |
| Calle Valdemaría (El Mirador)                                 | 312 312A                                                     |                      |
| Calle Valdemaría                                              | 1 2 312 312A                                                 |                      |
| Camino del Molino (Conservatorio-Ambulatorio)                 | 1                                                            |                      |
| Calle del Mar Alborán                                         | 1 312 312A                                                   |                      |
| Calle Real (Guardia Civil)                                    | 1 2 312 312A 313 320 322 350A 350B 350C                      |                      |
| Calle Real (Cruz Roja)                                        | 1 2 312 312A 313 320 322 350A 350B 350C                      |                      |
| Plaza de la Constitución (Ayuntamiento)                       | 1 2 311 311A 312 312A 313 320 322 326 350A 350B 350C         |                      |
| Carretera de Loeches (Zoco)                                   | 1 2 311 311A 312 312A 313 313A 320 321 322 326 350A 350B 303 |                      |
| Carretera de Loeches (Parque Carlos Gonzaléz)                 | 1 2 285 311 311A 312 312A 313 320 326 303                    |                      |
| Carretera de Loeches (Bar Suárez)                             | 1 2 285 313 313A 321 326 350A 350B 350C 303                  | Arganda              |
| Calle Solidaridad                                             |                                                              |                      |
| Calle Comprensión (Colegio Malvar)                            |                                                              |                      |
| Calle Felicidad (Centro de Salud Arganda ll)                  |                                                              |                      |
| Calle Tolerancia                                              |                                                              |                      |
| Calle Tolerancia                                              |                                                              |                      |
| Paseo de la Ilusión junto Calle Gaviota                       |                                                              |                      |
| Calle Gaviota esquina Calle de la Convivencia                 |                                                              |                      |
| Calle Gaviota esquina Calle Cisne                             |                                                              |                      |
| Calle Gaviota esquina Avenida de Alcalá de Henares            |                                                              |                      |
| Avenida de Alacalá de Henares esquina Calle Mirlo             |                                                              |                      |
| Camino de los Santos                                          |                                                              |                      |
| Camino de los Santos                                          |                                                              |                      |
| Calle Alcotán esquina Calle Milano                            |                                                              |                      |
| Calle Alcotán esquina Calle Cóndor                            | 1                                                            |                      |
| Avenida de la República Argentina esquina Calle México        |                                                              |                      |
| Calle San Sebastián (Polideportivo Ppe. Felipe)               | 1                                                            |                      |
| Calle San Sebastián esquina Rotonda la Perla                  | 1                                                            |                      |
| Avenida del Ejército esquina Avenida de San Martín de la Vega | 1 311 311A 312 312A 313A 321 322 330 350A 350B 350C 303      |                      |
| Calle de Praga (Hospital del Suroeste)                        | 2 322 330 350A 350B 350C                                     |                      |